# Marianne Peretti
Marianne Peretti (sinh năm 1927 tại Paris) là một họa sĩ người Pháp-Brazil.

## Tiểu sử
Peretti được sinh ra bởi một người mẹ Tây Ban Nha và một người cha Brazil đến từ Pernambuco ở Pháp. Tại Pháp, Mariannne Peretti đã học tại các trường phái trang trí nghệ thuật của trường Cao đẳng Mỹ và Học viện de la Grande Chaumière. Khi vẫn còn ở Pháp, cô đã vẽ minh họa cho nhiều sách và tạp chí khác nhau.
Mariannne Peretti đã sống ở Brazil từ năm 1953, khi cô chuyển đến São Paulo. Ở đó, Mariannne Peretti đã giành được giải thưởng bìa sách hay nhất tại São Paulo Art Biennial. Kể từ đó, cô đã làm việc với nhiều kiến trúc sư khác nhau.

## Các tác phẩm chính
Có một số tác phẩm của Peretti ở các thành phố khác nhau. Ở Brasília, cô thiết kế các kính màu của Nhà thờ Brasília, Panteão da Pátria, Cung điện Jaburu, Hạ viện Brazil và Thượng viện Liên bang Brazil, Tòa án Tối cao Tư pháp và Đài tưởng niệm JK.
Cô đã thực hiện một tác phẩm điêu khắc trong suốt cho thư viện của Đài tưởng niệm châu Mỹ Latin, và một tác phẩm điêu khắc bằng đồng lớn cho tòa nhà Quốc hội Mỹ Latinh cũ, ở São Paulo.
Tại Rio de Janeiro, Peretti đã vẽ bức tranh tường của Bảo tàng Samba tại Sambadrome Marquês de Sapucaí. Kính màu tại Đài tưởng niệm Cabanagem, ở Belém, cũng là tác phẩm của cô.